# GvSIG
gvSIG 是一个处理地理信息的应用软件。该系统不仅能够访问本地的矢量数据或者栅格数据，而且也能够通过支持开放空间协会（OGC）规范的远程服务器访问该类数据。支持网络地图服务（WMS）、网络要素服务（WFS）、网络覆盖服务（WCS）、目录服务以及地名辞典服务等一系列地理信息网络服务规范是gvSIG与其它地理信息系统的特大区别。

## 服務
gvSIG 能够支持以下数据格式：
- 矢量格式：Shapefile，DXF，DGN，DWG
- 栅格格式：ECW，MrSID，JPEG，jp2，TIFF，geoTIFF，PNG，GIF
- 基于XML的格式：KML，GML

gvSIG能够访问支持Open Geospatial Consortium（开放空间协会）标准的远程数据：
- Web Map Service（网络地图服务）
- Web Feature Service（网络要素服务）
- Web Coverage Service（网络覆盖服务）

gvSIG也能访问ESRI公司的ArcIMS服务提供的远程数据。